# Port-au-Prince
Port-au-Prince (AFI: [pɔʁ o pʁɛ̃s]; in creolo haitiano: Pòtoprens; in spagnolo: Puerto Príncipe) è la capitale e città più popolosa di Haiti, nonché capoluogo dell'omonimo arrondissement e del dipartimento dell'Ovest. La popolazione della città, secondo le stime dell'Institut Haïtien de Statistique et d'Informatique, si aggira intorno ai 987 310 abitanti (2015), mentre quella dell'area metropolitana, comprendente anche i comuni di Delmas, Cité Soleil, Tabarre, Carrefour e Pétion-Ville, conterebbe circa 2 636 763 abitanti (2017).
Posta sul golfo di Gonâve, sulla costa occidentale di Hispaniola, l'area su cui sorge la città fu ampiamente sfruttata sul piano commerciale già a partire dai tempi delle civiltà aruachi, anche se essa non ospitò abitazioni stabili fino al XVII secolo, per poi essere incorporata nella colonia francese di Saint-Domingue nel 1749, diventandone capitale a partire dal 1770. Port-au-Prince è il più importante centro culturale ed economico del Paese; vi hanno sede l'Università statale di Haiti (fondata nel 1920), le istituzioni nazionali, nonché numerosi stabilimenti industriali nei settori alimentare, tessile e della lavorazione del tabacco.
Tra il 2004 e il 2017 ha ospitato anche il quartier generale della Missione di stabilizzazione delle Nazioni Unite ad Haiti (MINUSTAH). La presenza delle industrie, concentrate principalmente nella periferia cittadina, ha creato diversi flussi migratori dalle campagne verso l'agglomerato urbano, portando alla nascita di diverse baraccopoli che rendono difficile l'effettivo censimento degli abitanti. Il porto internazionale ha un traffico notevole, composto dal 25-30% delle esportazioni e dal 55-60% delle importazioni dell'intera nazione.
La città è stata fortemente danneggiata dal catastrofico terremoto del 2010, con epicentro a circa 15 chilometri dal centro abitato, che ne ha compromesso le principali strutture governative nonché le varie infrastrutture civili, comprese quelle sanitarie.

## Geografia fisica
Port-au-Prince sorge sul golfo di Gonâve, lungo la costa occidentale dell'isola di Hispaniola, e si estende all'estremità della fertile pianura del Cul-de-Sac.

### Clima
| Port-au-Prince      | Mesi | Mesi | Mesi | Mesi | Mesi | Mesi | Mesi | Mesi | Mesi | Mesi | Mesi | Mesi | Stagioni | Stagioni | Stagioni | Stagioni | Anno  |
| Port-au-Prince      | Gen  | Feb  | Mar  | Apr  | Mag  | Giu  | Lug  | Ago  | Set  | Ott  | Nov  | Dic  | Inv      | Pri      | Est      | Aut      | Anno  |
| ------------------- | ---- | ---- | ---- | ---- | ---- | ---- | ---- | ---- | ---- | ---- | ---- | ---- | -------- | -------- | -------- | -------- | ----- |
| T. max. media (°C)  | 30,6 | 31,2 | 31,7 | 31,8 | 32,3 | 33,3 | 34,0 | 33,9 | 33,2 | 32,5 | 31,4 | 30,8 | 30,9     | 31,9     | 33,7     | 32,4     | 32,2  |
| T. min. media (°C)  | 18,8 | 19,0 | 19,8 | 20,9 | 21,7 | 22,2 | 22,4 | 22,4 | 22,4 | 21,8 | 20,9 | 19,6 | 19,1     | 20,8     | 22,3     | 21,7     | 21,0  |
| Precipitazioni (mm) | 31   | 47   | 72   | 158  | 219  | 96   | 75   | 139  | 166  | 163  | 84   | 31   | 109      | 449      | 310      | 413      | 1 281 |

## Origini del nome
Il primo nome della città fu coniato intorno al 1650 da alcuni filibustieri francesi, che ribattezzarono la regione con il nome di L'Hôpital. Successivamente la città assunse il nome di Port-aux-Crimes e infine Port-au-Prince. Quest'ultimo sarebbe nato nel 1706 quando il capitano francese De Sainte-Andrè, partito alla volta della baia su un'imbarcazione di nome Le Prince, ribattezzò l'intera area ove sorgeva l'insediamento Port-au-Prince (Porto del Le Prince). Questo nome fu tuttavia riconosciuto ufficialmente solo nel 1881.

## Storia
Prima dell'arrivo degli Europei si stima che nell'area vivessero circa 400.000 persone. Dopo il 1492 venne instaurato un protettorato spagnolo, ma una forma di governo locale sopravvisse, almeno in un primo momento. In seguito il governatore Nicolás de Ovando decise di assumere un controllo totale del territorio, eliminando la famiglia di Anacaona, la sovrana taino che dominava quei territori, e decimando la popolazione amerindia locale.
Per rafforzare il dominio spagnolo sull'isola, Ovando decise di creare nuove città; una di esse, Santa Maria de la Paz Verdadera, venne subito abbandonata dai suoi nuovi abitanti. Deciso a portare a termine i propri obiettivi, il governatore fondò un'altra città, Santa Maria del Puerto. Ma anch'essa non ebbe vita felice: nel 1535 fu bruciata dai Francesi e nel 1592 venne distrutta dagli Inglesi. A causa di questi attacchi gli Spagnoli decisero di abbandonare definitivamente l'area nel 1606.
Seguirono quindi cinquant'anni d'oblio, nei quali la popolazione diminuì drasticamente. Solo grazie ai bucanieri ed ai mercanti di cuoio olandesi l'area riprese ad essere popolata e trafficata. Nel 1650 i filibustieri francesi, provenienti dall'isola di Tortuga, si stanziarono presso Trou-Borded e non lontano dalla costa edificarono un ospedale; per questo motivo, tutta la zona circostante venne chiamata l'Hopital. Anche se nella zona non vi erano sue comunità o sue città, la Spagna reclamò come propri quei territori e attaccò i filibustieri francesi dell'Hopital, considerati degli occupanti. Fu un disastro per gli assedianti e nel 1697, col trattato di Ryswick, la Spagna rinunciò ad ogni rivendicazione sulla zona dell'Hopital, che passò di fatto in mano francese. Venne fondata dunque la nuova città di Ester, dotata di ampie strade, di numerose attività economiche e di un governatore, ma un incendio pose fine nel 1711 all'esistenza di Ester.
La presenza francese non cessò comunque di crescere e venne fondata così una nuova città, Léogane. La presenza dei filibustieri, che garantivano all'autorità coloniale una difesa dagli attacchi degli Inglesi, iniziò ad essere sgradita, a causa della loro eccessiva indipendenza e potenza militare. Il governatore Choiseul-Beaupré decise di porre sotto il suo controllo L'Hopital, che venne abbandonato dai suoi gestori, i filibustieri, che divennero coltivatori e primi veri coloni della zona.
Attorno alla metà del XVIII secolo sorse la necessità di individuare una capitale per Saint-Domingue. Petit-Goâve venne scartata a causa del suo clima malarico, Léogane invece fu scartata per la sua scarsa difendibilità; nacque così Port-au-Prince. Dal 1770 (anno in cui fu devastata da un grave terremoto) al 1804 fu capitale della colonia francese di Saint-Domingue. Nella periferia, nel 1803, si combatté lo scontro decisivo per l'indipendenza haitiana dalla Francia.
Nel 1804 Haiti ottenne l'indipendenza e Port-au-Prince fu scelta come capitale; nel 1807 fu aperta al commercio estero. L'importanza storica della città è testimoniata da diversi monumenti, tra cui la basilica di Notre-Dame e il Palazzo del Governo. Nel 1949 Port-au-Prince fu sede dell'esposizione universale per celebrare il bicentenario della fondazione della città.

### Il terremoto del 2010
Il 12 gennaio 2010, alle ore 21:53:09 UTC, un violento terremoto di magnitudo 7,0 {\displaystyle M_{\mathrm {w} }}, seguito da numerose repliche di intensità superiore a 5,0 {\displaystyle M_{\mathrm {w} }}, colpì l'entroterra di Haiti in prossimità della capitale.
Il numero di vittime e l'entità dei danni materiali provocati dal sisma sono ancora sconosciuti, ma apparvero subito ingenti, con notizie che indicavano un numero di morti compreso tra decine di migliaia e 500.000. Secondo la Croce Rossa Internazionale, il terremoto avrebbe coinvolto più di 3 milioni di persone e circa 45.000-50.000 persone sarebbero rimaste uccise. Molti edifici della capitale, compresi i quattro ospedali cittadini, il Palazzo presidenziale e la sede del parlamento (Assemblea nazionale di Haiti), la cattedrale, il quartier generale della missione ONU di peacekeeping MINUSTAH, andarono distrutti o gravemente danneggiati.

## Società
Il numero degli abitanti di Port-au-Prince è difficile da accertare a causa delle numerose baraccopoli presenti sulle sue colline; recenti stime hanno calcolato una cifra che si aggira tra i 2,5 e i 3 milioni di persone. La maggior parte di queste sono di discendenza africana, ma una rilevante minoranza mulatta controlla molte delle aziende cittadine. C'è inoltre un numero considerevole di residenti ispanici, nonché piccole quantità di caucasici, haitiani arabi e mediorientali.

## Infrastrutture e trasporti
Tutti i principali sistemi di trasporto haitiani si trovano vicino o attraversano la sua capitale, comprese le due strade principali del paese che vanno da un capo all'altro del territorio. Oltre che dall'importante porto, la città è servita dall'aeroporto Internazionale Toussaint Louverture, ubicato circa 10 km a nord della città, il quale gestisce la maggior parte dei voli internazionali da e per Haiti.